# Irwin Murray Brodo
Irwin Murray Brodo (Nueva York, 1935) es un botánico y liquenólogo canadiense. Destacado investigador en el campo de la liquenología y profesor emérito del Canadian Museum of Nature, Irwin Brodo ha publicado en las más prestigiosas revistas científicas y ha sido premiado con la Medalla Acharius de la Asociación Internacional de Liquenología en 1994.

## Honores

### Epónimos de líquenes
Bactrospora brodoi Egea & Torrente 

      Brodoa oroarctica (Krog) Goward 

      Bryoria trichodes subsp. brodoana Bystr. & Fabisz. 

      Lecanora brodoana Lumbsch & T.H.Nash

      Lecidea brodoana Hertel & Leuckert
- La abreviatura «Brodo» se emplea para indicar a Irwin Murray Brodo como autoridad en la descripción y clasificación científica de los vegetales.[1]